# José Luis Panizo
José Luis López Panizo (* 12. Januar 1922 in Sestao, Bizkaia; † 14. Februar 1990 in Portugalete) war ein spanisch-baskischer Fußballspieler. Er nahm mit der spanischen Nationalmannschaft an der Fußball-Weltmeisterschaft 1950 teil.

## Karriere

### Verein
López Panizo begann in seiner Heimatstadt bei Sestao SC mit dem Fußballspielen. 1938 wechselte er in die Jugend von Athletic Bilbao. Dort entwickelte er sich zu einem der erfolgreichsten Stürmer in der Vereinsgeschichte des Klubs. Von 1939 bis 1955 spielte er 326-mal in der Primera División und erzielte 136 Tore. Mit Bilbao gewann López Panizo 1943 die spanische Meisterschaft und stand siebenmal im Finale der Copa del Generalissimo, dem spanischen Pokalwettbewerb, den er viermal gewinnen konnte.
1955 schloss sich López Panizo dem baskischen Zweitligaaufsteiger SD Indautxu an, bei dem er nach erfolgreichem Klassenerhalt seine Karriere am Ende der Saison beendete.

### Nationalmannschaft
López Panizo debütierte am 23. Juni 1946 in einem Freundschaftsspiel gegen Irland in Madrid für die spanische Nationalmannschaft. Er stand im Aufgebot bei der Weltmeisterschaft 1950, die Spanien als Vierter abschloss. Dort kam er in vier von sechs Spielen während des Turniers zum Einsatz.
Zwischen 1946 und 1953 bestritt López Panizo 14 Länderspiele, in denen er zwei Tore erzielte.

## Erfolge
- Spanischer Meister: 1943
- Spanischer Pokalsieger: 1943, 1944, 1945, 1950